# Biệt động quân Biên phòng
Biệt động quân Biên phòng là phân nhánh của Binh chủng Biệt động quân. Tổ chức của Biệt động quân Biên phòng gồm các đơn vị có cấp số Tiểu đoàn, trực thuộc Bộ chỉ huy Biệt động quân các Quân khu của Quân lực Việt Nam Cộng hòa. Các đơn vị này đồn trú cố định tại các căn cứ Biên phòng dọc theo biên giới Việt Nam-Lào, Việt Nam-Campuchia từ Quân khu 1 đến Quân khu 4.
Kể từ năm 1973, các đơn vị Biệt động quân Biên phòng được tổ chức lại, cứ 3 Tiểu đoàn sáp nhập lại để lập thành 1 Liên đoàn "Biên phòng" làm Lực lượng Trừ bị cho Quân khu, dưới quyền điều động của Tư lệnh Quân đoàn.
- Thánh Tổ: Thái úy Lý Thường Kiệt

## Lịch sử hình thành
Tiền thân của Lực lượng Biệt động quân Biên phòng là các đơn vị biên phòng thuộc chương trình Dân sự chiến đấu (CIDG), do Liên đoàn 5 Lực lượng Đặc biệt của Quân đội Hoa Kỳ tại Nam Việt Nam trực tiếp chỉ huy và huấn luyện. Được thành lập vào các năm 1961-1962 dưới sự bảo trợ của CIA, từ năm 1967, các đội biệt kích CIDG được đặt dưới quyền chỉ huy của Lực lượng Đặc biệt Hoa Kỳ, trang bị vũ khí hiện đại để trở thành các trại Biên phòng/Lực lượng Đặc biệt với mục đích bảo vệ biên giới, chống lại các hoạt động xâm nhập của Quân Giải phóng miền Nam Việt Nam và các cán bộ Cộng sản vào các buôn làng.
Cùng với kế hoạch Việt Nam hóa chiến tranh và rút dần các đơn vị chiến đấu khỏi Nam Việt Nam, từ năm 1970, Quân đội Mỹ bàn giao các đồn trại vũ trang CIDG lại cho Quân lực Việt Nam Cộng hòa. Các đơn vị đồn trú biên phòng CIDG được tổ chức lại, một số đồn trại Biên phòng được rút bỏ, một số đơn vị đồn trú được sáp nhập vào các trại Biên phòng chủ chốt để thành cấp số Tiểu đoàn và được đổi tên thành Lực lượng Biệt động quân Biên phòng, đặt dưới quyền điều động của Tư lệnh Quân đoàn và quyền quản lý hành chính của Bộ chỉ huy Biệt động quân Quân khu và Trung ương. Tuy nhiên, nhiệm vụ của các Tiểu đoàn Biệt động quân Biên phòng vẫn như cũ, vẫn đồn trú tại trại Biên phòng và tiếp tục giữ nhiệm vụ bảo vệ an ninh khu vực biên giới.

## Các Tiểu đoàn Biệt động quân Biên phòng
Sau khi tổ chức lại, lực lượng Biệt động quân Biên phòng có 38 tiểu đoàn đồn trú ở cả bốn Quân khu, được phân bổ như sau:
| Stt | Tiểu đoàn Biên phòng | Tên Trại (Số hiệu)            | Đơn vị Cơ hữu Thuộc Tỉnh                       | Stt | Tiểu đoàn Biên phòng | Tên Trại (Số hiệu)   | Đơn vị Cơ hữu Thuộc Tỉnh                                                                        |
| --- | -------------------- | ----------------------------- | ---------------------------------------------- | --- | -------------------- | -------------------- | ----------------------------------------------------------------------------------------------- |
|     | QUÂN KHU I           |                               | LĐ1 Tiếp ứng Đồn trú: Đà Nẵng (TĐ: 21, 37, 39) |     | QUÂN KHU III         |                      | LĐ3 Tiếp ứng Đồn trú: Biên Hòa (TĐ 31, 36. 52) LĐ 5 Tiếp ứng Đồn trú: Biên Hòa (TĐ: 30, 33, 38) |
| 1   | TĐ 60                | Tà Kô Khâm Đức (A-103)        | Quảng Nam                                      | 1   | TĐ 64                | Trà Cú (A-316)       | Hậu Nghĩa                                                                                       |
| 2   | TĐ 61                | Trà Bồng                      | Quảng Ngãi                                     | 2   | TĐ 65                | Trảng Sụp            | Tây Ninh                                                                                        |
| 3   | TĐ 68                | Minh Long                     | nt                                             | 3   | TĐ 73                | Thiện Ngôn (A-323)   | nt                                                                                              |
| 4   | TĐ 69                | Ba Tơ                         | nt                                             | 4   | TĐ 74                | Lộc Ninh             | Bình Long                                                                                       |
| 5   | TĐ 70                | Gia Vực                       | nt                                             | 5   | TĐ 83                | Đức Huệ (A-325)      | Hậu Nghĩa                                                                                       |
| 6   | TĐ 77                | Tiên Phước (A-102)            | Quảng Tín                                      | 6   | TĐ 84                | Kà Tum (A-375)       | Tây Ninh                                                                                        |
| 7   | TĐ 78                | Nông Sơn                      | Quảng Nam                                      | 7   | TĐ 91                | Bến Sỏi              | nt                                                                                              |
| 8   | TĐ 79                | Thượng Đức                    | nt                                             | 8   | TĐ 92                | Tống Lê Chân (A-334) | Bình Long                                                                                       |
| 9   | TĐ 87                | Hà Thanh                      | nt                                             | 9   | TĐ 97                | Bù Đốp (A-341)       | Phước Long                                                                                      |
|     | QUÂN KHU II          |                               | LĐ2 Tiếp ứng Đồn trú: Pleiku (TĐ: 11, 22, 23)  |     | QUÂN KHU IV          |                      | LĐ4 Tiếp ứng Đồn trú: Cần Thơ (TĐ: 42, 43. 44)                                                  |
| 1   | TĐ 62                | Polei Kleng Lệ Khánh (A-241)  | Kontum                                         | 1   | TĐ 66                | Tô Châu Hà Tiên      | Kiên Giang                                                                                      |
| 2   | TĐ 63                | Plei Mrong (A-113)            | Pleiku                                         | 2   | TĐ 67                | Thạnh Trị            | Kiến Tường                                                                                      |
| 3   | TĐ 71                | Tiêu Atar Bandon (A-231)      | Darlac                                         | 3   | TĐ 75                | Long Khốt Tuyên Nhơn | nt                                                                                              |
| 4   | TĐ 72                | Trang Phúc Bandon (A-223)     | nt                                             | 4   | TĐ 76                | Cái Cái              | Kiến Phong                                                                                      |
| 5   | TĐ 80                | Plei Djereng Lệ Minh          | Pleiku                                         | 5   | TĐ 85                | Chi Lăng             | Châu Đốc                                                                                        |
| 6   | TĐ 81                | Đức Cơ (A-253)                | nt                                             | 6   | TĐ 86                | Bình Thạnh           | Kiến Tường                                                                                      |
| 7   | TĐ 82                | Pleime (A-255)                | nt                                             | 7   | TĐ 93                | Vĩnh Gia (A-149)     | Châu Đốc                                                                                        |
| 8   | TĐ 88                | Dak Pek Đức Phong (A-242)     | Kontum                                         | 8   | TĐ 94                | Ba Xoài              | nt                                                                                              |
| 9   | TĐ 89                | Bu Prang Kiến Đức (A-236)     | Quảng Đức                                      |     |                      |                      |                                                                                                 |
| 10  | TĐ 90                | Dak Seang (A-245)             | Kontum                                         |     |                      |                      |                                                                                                 |
| 11  | TĐ 95                | Ben Het Bạch Hổ Dakto (A-244) | nt                                             |     |                      |                      |                                                                                                 |
| 12  | TĐ 96                | Dak Sak Đức Lập (A-239)       | Quảng Đức                                      |     |                      |                      |                                                                                                 |

Trước tình hình chiến tranh khốc liệt, và quân Mỹ rút khỏi Việt Nam, tháng 9 năm 1973, Tổng tham mưu trưởng, Đại tướng Cao Văn Viên đưa ra kế hoạch tái tổ chức lại toàn bộ các đơn vị Biệt động quân (kể cả Biệt động quân Biên phòng) thành 45 Tiểu đoàn, thành lập các Liên đoàn Tổng trừ bị cho Bộ Tổng tham mưu, các Liên đoàn Tiếp ứng và các Liên đoàn Biên phòng cho các Quân khu. Đồng thời bỏ một số đồn trại và giải thể một số Tiểu đoàn để bổ sung quân số cho các đơn vị còn lạị. Tuy nhiên vẫn giữ lại một số đồn Biên phòng ở những nơi xung yếú và một số Tiểu đoàn vẫn tiếp tục đồn trú như cũ với trách nhiệm an ninh biên giới.
Vào những năm cuối của cuộc Chiến tranh Việt Nam, Lực lượng Biệt động quân liên tục được tăng cường, nhằm tổ chức một Lực lượng Trừ bị mạnh để thay thế cho Sư đoàn Nhảy dù và Sư đoàn Thủy quân Lục chiến đang bị mắc kẹt ở chiến trường Quân khu I. Cuối năm 1974 thành lập Liên đoàn 8 từ các Tiểu đoàn Quân cảnh được rút về từ Đặc khu Phú Quốc. Tháng giêng năm 1975 Liên đoàn 9 được thành lập từ các đơn vị đang đồn trú tại các đồn Biên phòng thuộc Quân khu 3 và 4. Cả 2 Liên đoàn tân lập này được đặt thành đơn vị Tổng trừ bị, thuộc quyền điều động của Bộ Tổng Tham mưu.
Kể từ lúc này, Lực lượng Biệt động quân Biên phòng được xem như hoàn toàn chấm dứt nhiệm vụ An ninh Biên giới, chuyển hẳn sang nhiệm vụ Tổng trừ bị cho Quân khu và Trung ương.